# Wirów, Tỉnh West Pomeranian
Wirów [ˈviruf] (trước đây là Wierow của Đức) là một ngôi làng thuộc khu hành chính của Gmina Gryfino, thuộc hạt Gryfino, West Pomeranian Voivodeship, ở phía tây bắc Ba Lan, gần biên giới Đức. Nó nằm khoảng 6 kilômét (4 mi) về phía đông nam của Gryfino và 23 km (14 mi) phía nam thủ đô khu vực, Szczecin.
Trước năm 1945, khu vực này là một phần của Đức. Đối với lịch sử của khu vực, xem Lịch sử của Pomerania.